# Piramidă alungită
În geometrie, piramida alungită este un poliedru convex, construit prin alungirea unei piramide n-gonale prin lipirea la baza piramidei a unei prisme n-gonale (bazele prismei și ale piramidei trebuie să fie congruente). Din punct de vedere topologic este autoduală.
Numărul piramidelor alungite este infinit, dar dintre ele trei sunt poliedre Johnson: piramida triunghiulară alungită (J7), piramida pătrată alungită (J8) și piramida pentagonală alungită (J9). Piramide alungite cu n mai mari pot fi construite cu triunghiuri isoscele.

## Formule
Pentru piramidele alungite se calculează separat aria piramidei Ap și aria laterală a prismei Aa. Aria piramidei alungite A va fi
{\displaystyle A=A_{p}+A_{a}\,.}
Pentru volum, se calculează separat volumul piramidei Vp și volumul prismei Va. Volumul piramidei alungite V va fi
{\displaystyle V=V_{p}+V_{a}\,.}

## Exemple
|      |                                         |                                         |                                                   |                                                         |                                                        |
| Nume | Piramidă triunghiulară alungită (J7)    | Piramidă pătrată alungită (J8)          | Piramidă pentagonală alungită (J9)                | Piramidă hexagonală alungită (poliedru aproape Johnson) | Piramidă hexagonală alungită (cu triunghiuri isoscele) |
| Fețe | 3+1 triunghiuri echilaterale, 3 pătrate | 4 triunghiuri echilaterale, 4+1 pătrate | 5 triunghiuri echilaterale, 5 pătrate, 1 pentagon | 6 triunghiuri echilaterale, 6 pătrate, 1 hexagon        | 6 triunghiuri isoscele, 6 dreptunghiuri, 1 hexagon     |